# Neofinetia richardsiana
Neofinetia richardsiana är en orkidéart som beskrevs av Eric Alston Christenson. Neofinetia richardsiana ingår i släktet Neofinetia och familjen orkidéer. Inga underarter finns listade i Catalogue of Life.